# Robbie Neilson
Robbie Neilson (ur. 19 czerwca 1980, Paisley, Szkocja) – szkocki piłkarz, grający na pozycji obrońcy.
Piłkarską karierę Neilson rozpoczął w roku 1996 w klubie występującym w Scottish Premier League, Heart of Midlothian. W 200 ligowych meczach strzelił 1 bramkę. W sezonie 1999/2000 był wypożyczony do klubu Cowdenbeath, a w 2002/2003 do Queen of the South. 21 maja 2009 Neilson na zasadzie wolnego transferu przeniósł się do Leicester City. W 2011 roku był wypożyczony do Brentford F.C.
W reprezentacji Szkocji Neilson zadebiutował 11 października 2006 roku podczas meczu przeciwko Ukrainie. Spotkanie zostało zakończone rezultatem 0:2. Był to jego jedyny występ w drużynie narodowej.